# Bettina Bunge
Bettina Bunge (Adliswil, 13 giugno 1963) è una tennista tedesca.

## Biografia
Figlia di un imprenditore tedesco, visse i suoi primi anni nello stato del Perù, a tredici anni, la famiglia si trasferisce a Miami in Florida, Stati Uniti d'America.
Nel ranking raggiunse la 6ª posizione il 28 marzo del 1983. Vinse nel 1982 il German Open Berlino sconfiggendo Kathy Rinaldi con il punteggio di 6-2, 6-2
Nel 1986 in coppia con Steffi Graf il Toray Pan Pacific Open doppio battendo Katerina Maleeva e Manuela Maleeva 6-1, 6(4)–7, 6-2. Aveva vinto nel 1982 il singolo nella stessa competizione vincendo in finale Barbara Potter con 7-6, 6-2